# Krzysztof Lachert

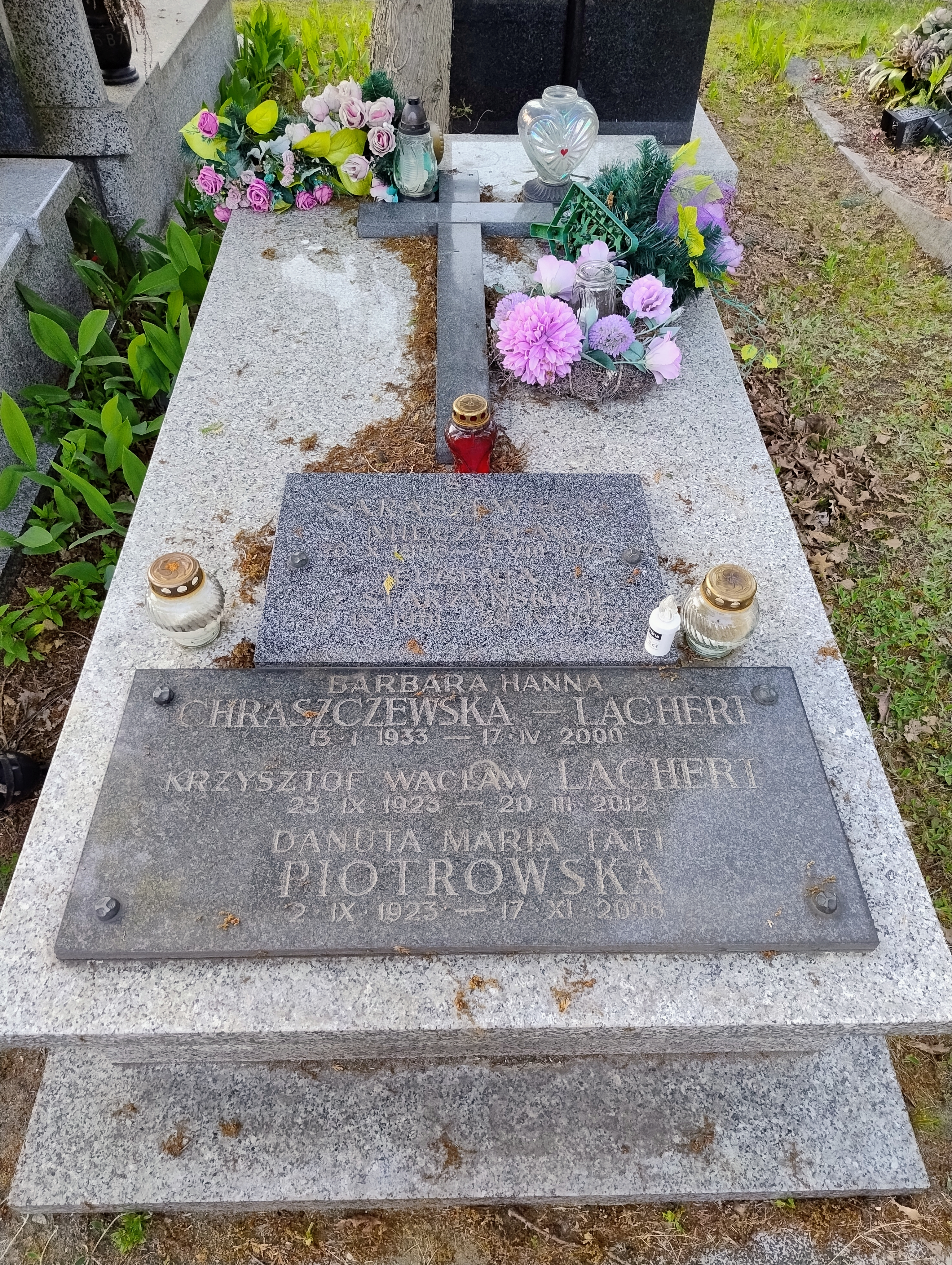
Grób Krzysztofa Lacherta

Krzysztof Wacław Lachert (ur. 23 września 1923 w Warszawie, zm. 20 marca 2012 tamże) – polski architekt, przedstawiciel modernizmu.

## Życiorys
Syn architekta Bohdana Lacherta i Ireny z Nowakowskich, brat Rudolfa Jana Lacherta. W 1951 ukończył studia na Wydziale Architektury Politechniki Warszawskiej. Od 1948 pracował jako projektant w kierowanym przez swojego ojca Zespole I Pracowni Architektonicznej ZOR, od 1954 członek Oddziału Warszawskiego SARP. W latach 1961–1963 i 1972–1978 był członkiem Prezydium Zarządu Głównego SARP. Rzeczoznawca SARP.
Pochowany na cmentarzu w Marysinie Wawerskim.

## Wybrane projekty

### Realizacje
- dzielnica Muranów w Warszawie (1948-56) – zespół Bohdana Lacherta;
- osiedle WSM Kasprzaka w Warszawie (1955–60) współautorzy: Zygmunt Kleyff i Aleksander Kirow;
- osiedle Wola III w Warszawie (1960) – współautorzy: Zdzisław Czerski, Lech Zaborski, Eulalia Blinowska i inni. Projekt otrzymał Nagrodę I stopnia KBUA (1960).

### Konkursy
- na projekt 15-izbowej szkoły prefabrykowanej (1960) – współautor Włodzimierz Łubkowski z zespołem – wyróżnienie równorzędne;
- na projekt koncepcyjny dzielnicy „Bródno” w Warszawie (1961) – współautorzy: Zbigniew Galperyn, Tadeusz Kowalski, Ludwik Szklarek, Jerzy Koziński i Ryta Stachowicz. Projekt otrzymał wyróżnienie II stopnia równorzędne.

## Odznaczenia
- Złoty Krzyż Zasługi (1973)
- Brązowa Odznaka SARP (1971)
- Złota Odznaka SARP (1977)
- Odznaka Zasłużony Pracownik Gospodarki Terenowej i Ochrony Środowiska (1974)